# Nar ekşisi
Nar ekşisi (turco, letteralmente acido di melagrana o melagrana acida, azero: Narşərab , letteralmente vino di melograno ) è una salsa o più precisamente un condimento liquido usato nella cucina turca e dei paesi vicini, quali l'Azerbaigian. Si produce mediante evaporazione del succo di melograno, quando i frutti non sono ancora maturi. Il nar ekşisi è frequentemente utilizzato per l'elaborazione di salse, insalate e antipasti di tipo meze. L'utilizzo del nar ekşisi è simile a quello dell'aceto balsamico, anche se naturalmente la sua caratteristica è piuttosto quella dello spunto acido, che si avvicina al sumac o all'anardana.
Nella cucina azera, la salsa viene servita principalmente alle carni di pollame, aggiunta anche alle insalate, è perfettamente combinata con prelibatezze di pesce e carne, tipo il kebab o il shashlyk (šašlyk). La salsa insaporisce i piatti in cui viene usata, con un leggero gusto piccante ed acido.
La salsa rappresenta un liquido denso, scuro e abbastanza viscoso, che ha una bella tinta di rubino. Principalmente per la preparazione di questo prodotto vengono utilizzate varietà di melagrana selvatica. I frutti di questa varietà hanno un gusto acuto accentuato.
Nella composizione chimica del narşərab c'è un contenuto alto di vitamina C, acidi di frutta, tannini, vitamine, fitoncidi e altre sostanze preziose per il corpo. Sono presenti anche gli antiossidanti.

## Ricetta
La composizione del narşərab è sostanzialmente uguale a quella della melagrana. Ciò include acido citrico al 10% e zucchero del 45%. Alla salsa vengono aggiunti spezie come coriandolo, basilico, cannella, foglie di alloro, talvolta pepe nero e peperoncino.

## Preparazione
Il frutto viene accuratamente pulito, i chicchi di melagrana vengono collocati in un contenitore volumetrico, il quale viene messo sul fuoco, dove i chicchi cominciano ad essere schiacciati. Il liquido dev'essere mescolato tutto il tempo di cottura.
È auspicabile che il cucchiaio o il passaverdura siano in legno, perché l'acido della melagrana può reagire con i metalli. Il succo, che viene rilasciato dai chicchi, li coprirà gradualmente. Il contenitore viene rimosso dal fuoco quando tutti i noccioli di melagrana sono diventati bianchi. Dopo, il liquido viene separato dai noccioli. Il succo viene messo di nuovo sul fuoco, aggiunto con le spezie e mescolando a poco a poco. Il liquido deve essere cotto finché la composizione diventa spessa.
La sua prontezza viene determinata come segue: la salsa viene versata su un piatto e si raffredda, la sua consistenza sarà simile alla panna acida scremata. Quando la salsa si è raffreddata, deve essere versata sui barattoli di vetro e messa in frigorifero. La preparazione di questa salsa richiede tre ore, un'ora per sbucciare la melagrana e due per la cottura.